# Untamed Heart
Untamed Heart (em português, Coração indomável) é um filme estadunidense de romance lançado em 1993 dirigido por Tony Bill.

## Sinopse
Uma jovem garçonete, Caroline (Marisa Tomei), possui muitas ilusões amorosas e nunca tinha vivido um verdadeiro amor. Certa noite, ela sofre uma tentativa de estupro, do qual é salva por Adam (Christian Slater), que é seu colega na lanchonete, mas possui um comportamento estranho. Adam é órfão e possui dificuldades para se relacionar. A medida que se aproximam, Caroline se apaixona por Adam e descobre que seu coração precisa ser operado.

## Elenco
- Christian Slater (Adam)
- Marisa Tomei (Caroline)
- Rosie Perez (Cindy)
- Kyle Secor (Howard)
- Willie Garson (Patsy)
- Claudia Wilkens (Camilla)
- Pat Clemons (Irmã Helen)
- Charley Bartlett (Adam - jovem)
- James Cada
- Vincent Kartheiser
- Kyle Secor
- Gary Groomes